# Dom studencki

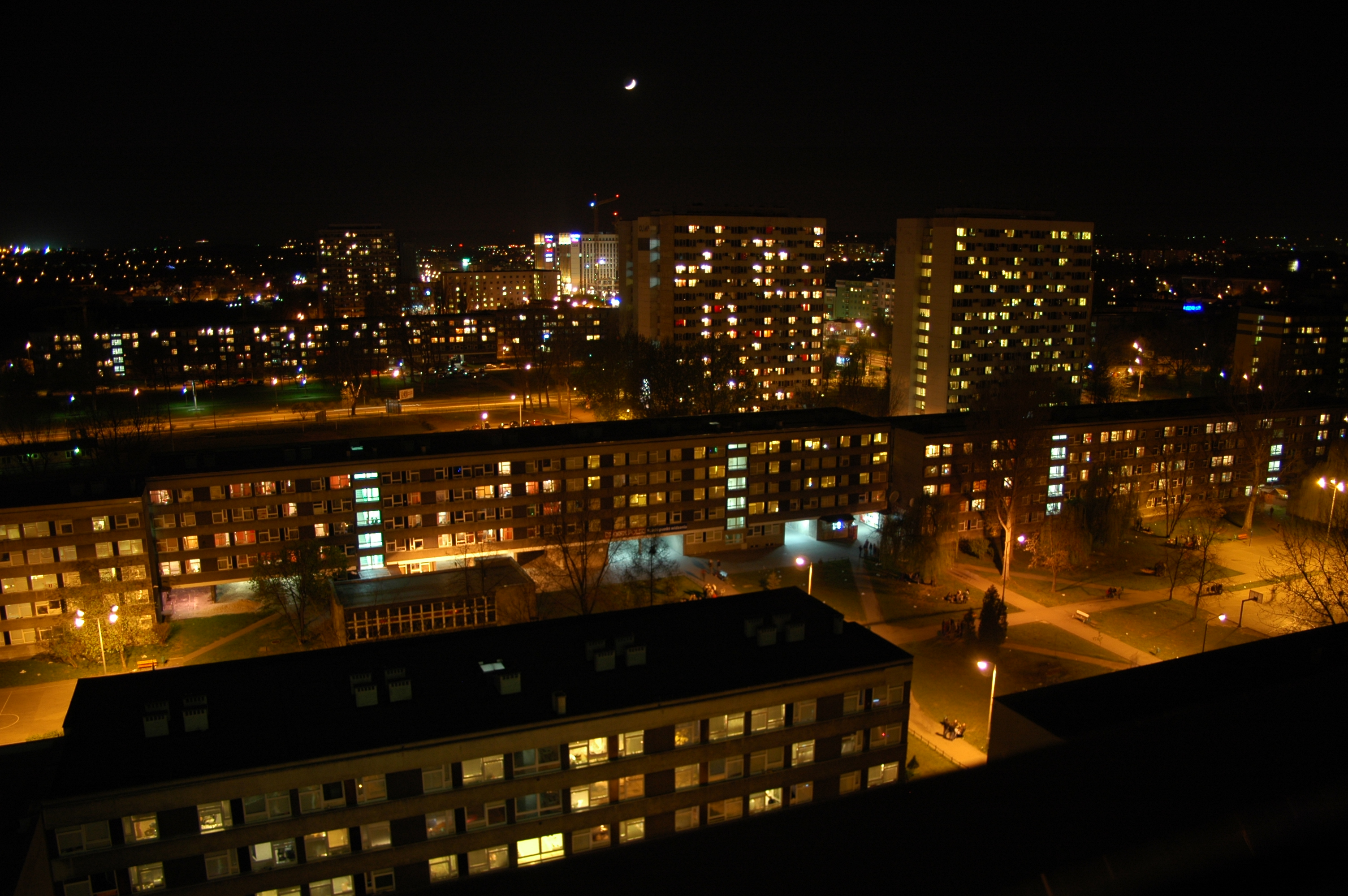
Miasteczko Studenckie AGH – największy kampus w Polsce

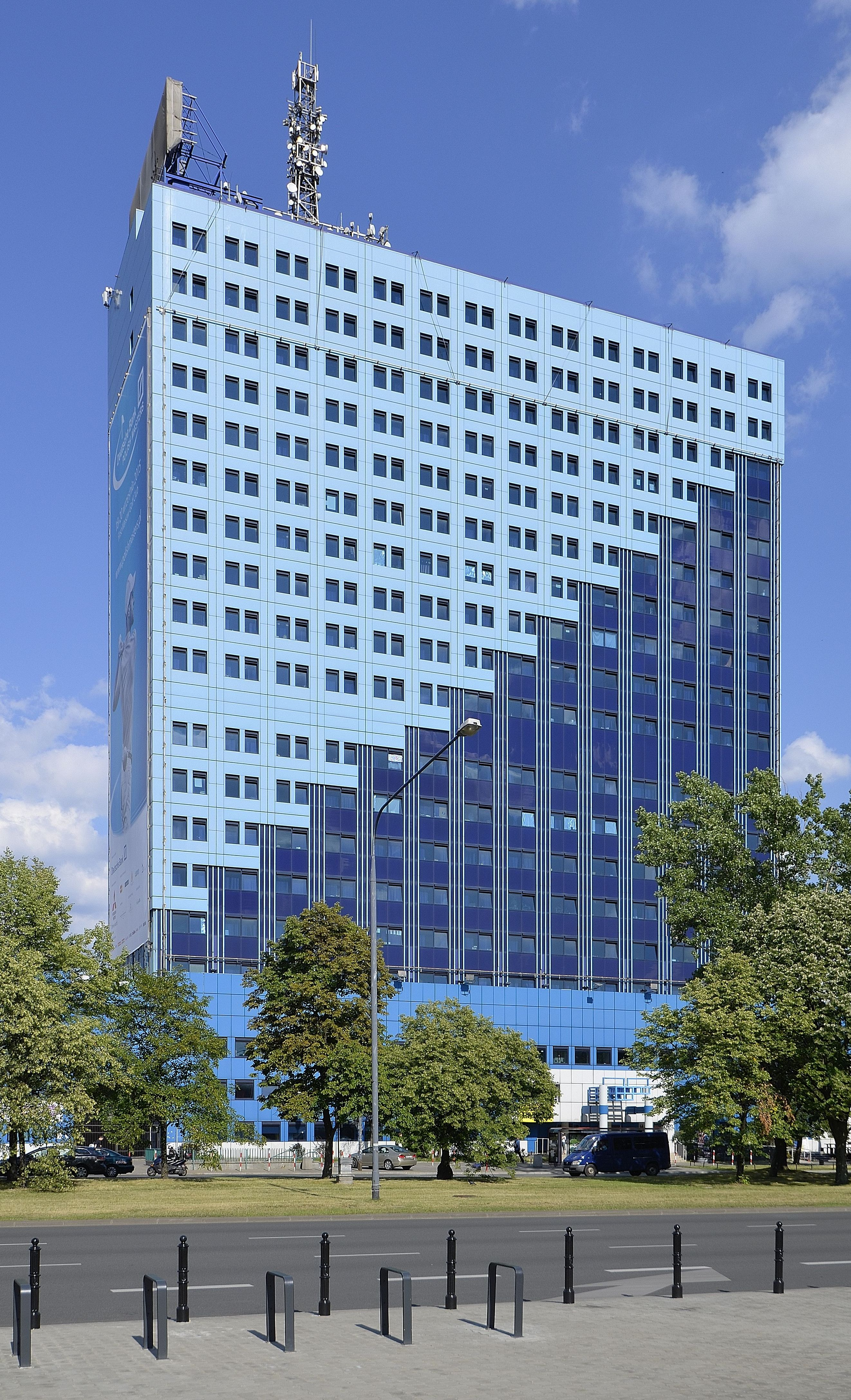
Dom Studencki „Riviera” Politechniki Warszawskiej

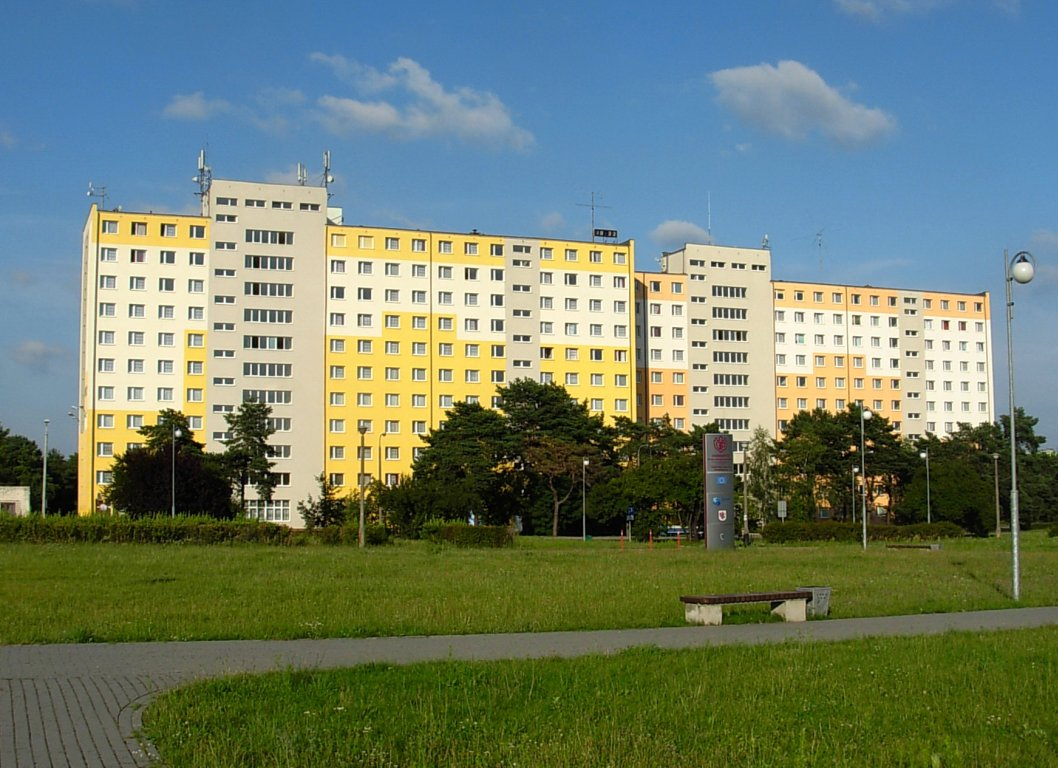
Akademik Politechniki Bydgoskiej im. Jana i Jędrzeja Śniadeckich

Dom studencki (dom akademicki, pot. akademik) – obiekt mieszkalny dla studentów w czasie studiów wyższych, będący pod nadzorem uczelni.

## Opis
Na ponad 1,5 mln studentów w Polsce przypadają 504 domy studenckie, które oferują 136 905 miejsc. Oznacza to, że domy studenckie mogą zaspokoić tylko 8,8% zapotrzebowania na kwatery dla studentów.
Na terenie domów studenckich zastosowanie mają takie same przepisy, jak na terenie uczelni (pewna autonomia).
Domy studenckie niekiedy są usytuowane w obrębie osiedli akademickich – kampusów.

### Pochodzenie nazwy
Nazwa akademik powstała od nazwy własnej jednego z pierwszych domów studenckich, jaki powstał w Polsce – DS Akademik, zastępując wcześniejszą bursę. To placówka Politechniki Warszawskiej wybudowana w 1930 r. w Warszawie. Nazwa tego budynku do dziś nie została zmieniona.